# SUBARU AIR MOBILITY Concept
SUBARU AIR MOBILITY Concept
2024国際航空宇宙展にて展示されるAIR MOBILITY Concept（JX0181）
- 用途：コンセプトモデル
- 分類：空飛ぶクルマ
- 製造者：SUBARU
- 運用者：SUBARU
- 初飛行：2023年
- 運用状況：開発中

SUBARU AIR MOBILITY Concept（スバル エアモビリティコンセプト）は、日本のSUBARUが開発している有人eVTOL（空飛ぶクルマ）のコンセプトモデル。

## 概要
SUBARUは安心と楽しさより自由な移動の未来をコンセプトとして掲げ、自動車部門と航空宇宙カンパニーが協力しての共同開発という形でSUBARU AIR MOBILITY Conceptの開発を開始。2023年（令和5年）より遠隔操縦による無人の状態で、地上確認試験やホバリング試験といった実証機による飛行実証実験を重ねつつ、「JAPAN MOBILITY SHOW 2023」の会場にて、プレスデーとなった2023年10月25日に展示用コンセプト車両を公開した。また、翌2024年（令和6年）10月16日より開催された「2024国際航空宇宙展」の会場では、飛行実証機の実機が初公開されている。実証機の機体記号は「JX0181」。
機体はマルチコプターに区分できるものだが、クーペボディに近いフォルムのキャビンやフロント部を持つデザイン、タイヤに相当する位置と機体の前後部に配された計6基のプロペラ、フロントライトやテールライトの装備など、自動車メーカーが開発する「空飛ぶクルマ」として、形状は自動車に寄せられている。また、フロントにはSUBARUのエンブレムとともに水平対向エンジンを象った装飾があしらわれている。動力はモーターとバッテリーで、制御技術などに電気自動車での知見が活用されている。一方で、機体の各所には航空宇宙事業由来のカーボンファイバーやアルミといった軽量な材質が用いられており、重量は乗用車以下に抑えられている。降着装置は、実証機の段階では実験時の取り回しに優れるスキッドを装備している。
技術の蓄積に加えて、AIR MOBILITY Conceptに類する機体に関する法整備や社会需要性なども未成熟であることから、2023年の発表の時点では量産化・実用化の具体的な予定は定められておらず、2024年になっても、将来的な実用化以上の詳細な予定は示されていない。

## 諸元
- 全長：6.0 m[4]
- 全幅：4.5 m[4]
- 乗員：2名[8]